# بافت گسترشی
بافت گسترشی (به انگلیسی: Extensional context) در فلسفه زبان، بافتی است که در آن عبارت زیرجمله‌ای e فقط و فقط درصورتی پدیدار می‌شود که آن عبارت e را بتوان با یک عبارت دیگر هم‌افزونه جایگزین کرد به صورتی که الزاماً ارزش درستی آن گزاره حفظ شود (یعنی تغییر نکند). افزونه‌ی یک اصطلاح، مجموعه اشیایی است که آن اصطلاح به آن اشاره می‌کند.
نمونه کلارک کنت درنظر بگیرید او به صورت مخفی همان سوپرمن است. فرض کنید لوئیس لین از پنجره افتاده‌است و سوپرمن او را گرفته‌است. در این حالت بیانیه «کلارک کنت لوئیس لین را گرفت» درست است زیرا این دارای بافت گسترشی است. اسامی «سوپرمن» و «کلارک کنت» هر دو یک افزونه مشابه دارند، یعنی هر دو به یک انسان ارجاع می‌کنند؛ یعنی هر دو این اصطلاحات آن ابرقهرمانی اند که در مقابل کریپتونایت آسیب‌پذیرند. هرکسی که سوپرمن او را گرفته، کلارک کنت هم گرفته‌است.
درمقابل بافت گسترشی، «بافت‌های مفهومی(به انگلیسی: intensional contexts)» قرار دارند، در این بافت‌ها اصطلاحات هم‌معنا بدون سازگار کردن ارزش درستی قابل جایگزینی نیستند. برای مثال فرض کنید که لوئیس لین اعتقاد دارد که کلارک کنت یک داستان جدید را با او دنبال می‌کند. بیانیه «لوئیس لین اعتقاد دارد که سوپرمن دنیال یک داستان جدید دربارهٔ او است» غلط می‌باشد، حتی با وجود آنکه می‌دانیم سوپرمن همان کلارک کنت است. این موضوع به خاطر آن است که اصطلاح «اعتقاد دارد» معمولاً یک بافت مفهومی است.